# Новая Тювинка
Новая Тювинка — деревня в Молчановском районе Томской области, Россия. Входит в состав Тунгусовского сельского поселения.

## История
Основана в 1900 г. В 1926 году посёлок Нижне-Тювинский состоял из 83 хозяйств, основное население — русские. Центр Нижне-Тювинского сельсовета Молчановского района Томского округа Сибирского края.

## Население
| 1926 | 2002 | 2008 | 2010 | 2012 | 2013 | 2014 |
| ---- | ---- | ---- | ---- | ---- | ---- | ---- |
| 380  | ↘41  | →41  | ↗42  | ↘40  | ↗41  | ↗44  |
| 2015 | 2021 |      |      |      |      |      |
| ↘41  | ↘1   |      |      |      |      |      |